# Нереалізовані викиди
Нереалізовані викиди, кредити у вигляді викидів забруднюючих речовин — різновид дозволених для продажу кредитів викидів (дозволених, але нереалізованих викидів) забруднюючих речовин з метою, по-перше, знизити витрати на зниження забруднення довкілля шляхом скорочення викидів там, де це можна зробити в мінімальними витратами, і погоджуючись з більш високими рівнями викидів на територіях, де природоочистні витрати максимальні, і, по-друге, пов'язати економічний розвиток з природоохороною, дозволяючи розміщення нових підприємств у даному регіоні, в межах дозволених допустимих обсягів викидів. Для цього нове підприємство «купує» кредити викидів (права на викиди) у одного або більше підприємств, які вже діють в цьому регіоні. Останні будуть відповідно мати з цього часу більш низькі обсяги дозволених викидів.

## Ресурси Інтернету
- Еколого-економічний словник
- Економічна цінність природи
- Концепция общей экономической ценности природных благ
- Традиционные и косвенные методы оценки природных ресурсов